# F. R. C. Clarke
Frederick Robert Charles Clarke (* 7. August 1931 in Vancouver; † 18. November 2009 in Kingston, Ontario) war ein kanadischer Organist, Chorleiter, Komponist und Musikpädagoge.

## Leben
Clarke hatte Klavierunterricht bei Kenneth Ross in Vancouver und Orgelunterricht am Royal Conservatory of Music bei Eric Rollinson. An der University of Toronto studierte er Musiktheorie und Komposition bei Healey Willan, S. Drummond Wolff und George Laughlin.
Von 1950 bis 1958 war er Organist und Chorleiter an verschiedenen Kirchen in Toronto und St. Catherines. Daneben unterrichtete er von 1956 bis 1958 am Hamilton Conservatory und leitete 1957–58 das St. Catharines Civic Orchestra. Von 1958 bis 1991 war er Organist und Chorleiter der Sydenham Street United Church in Kingston; außerdem leitete er bis 1977 die Kingston Choral Society. Am Queen's Theological College gab er von 1959 bis 1969 Vorlesungen, und ab 1964 unterrichtete er am Musikdepartment der Queen’s University u. a. Musiktheorie. Er leitete das Department von 1981 bis 1988 und war nach dessen Umbenennung in Queen's University School of Music  bis 1991 deren Direktor. 1965 gründete er das Queen's Chamber Players Ensemble, dessen Dirigent er bis 1969 war.
Im Vorbereitungskomitee für das gemeinsame Gesangbuch der Anglikanischen und Unierten Kirche The Hymn Book war Clarke Leiter des Unterkomitees Musik. Selbst trug er zu dem Gesangbuch 7 Kompositionen und 18 Arrangements bei. Zum 300. Jahrestag der Gründung von Kingston komponierte er 1972 das Festival Te Deum, zum 150 Jahrestag der Gründung der Queen’s University entstand 1991 Reginae. Clarke vollendete bzw. instrumentierte mehrere Werke Healey Willans, darunter Introduction and Allegro für Streichquartett (UA 1984), Dirge for Two Veterans (UA 1985) und Reqiem Mass (UA 1988). 1983 veröffentlichte er das Buch Healey Willan: Life and Music (Neuauflagen 1984 und 1991). Ein Teil seiner eigenen Kompositionen liegt nur im Manuskript – größtenteils im Besitz des Canadian Music Centre vor. Mit seinem Psalm 145 (1966) gewann er 1967 den CBC Choral Composition Prize.

## Werke
- 12 songs für Stimme und Klavier oder Orgel, 1950–57
- Six Hymn Tune Voluntaries für Orgel, 1950–60
- Sonata for Cello and Piano, 1952, 1985
- Bel and the Dragon, Oratorium für Sopran, Tenor Bariton, zwei gemischte Chöre und Orchester, 1954
- Simple Siciliano für Klavier, 1954, 1974
- Festival Overture für Orchester, 1955
- Christmas Cantata für Sopran, Tenor, Bass, gemischten Chor und Orgel, 1955, 1963, 1989
- Sonata for Organ and Strings, 1958
- Psalm 145 für gemischten Chor, Bläser und Perkussion oder Orgel, 1966
- Prelude für Orgel, 1968
- Introduction and Passacaglia für Orgel, 1969
- A William Boyce Suite für Orgel, 1970
- Mini-Suite für Orchester, 1971
- Festival Te Deum für gemischten Chor und Orchester, 1972
- Meditation on ‚Primrose‘ für Orgel, 1972
- Two Meditations on Plainsong Hymns für Orgel, 1973
- Pastorale and Fugue on a Christmas Hymn für Streichorchester, 1975
- Introduction and Fugue on ‚Concrete‘ für Orgel, 1977
- Two Antiphonal Pieces für sechs Hörner, 1981
- A Prayer of St Francis für gemischten Chor und Orgel, 1983
- Three Shakespeare Miniatures für Sopran, Flöte und Klavier. 1984
- Suite for Clarinet Choir, 1985
- Three Pieces for Brass Quintet, 1987
- Triptych für Orchester, 1987
- Sonata for Viola and Piano, 1988
- String Quartet ‚Music Comes‘, 1989
- Reginae für gemischten Chor und Orchester, 1991